# Paranagia mediogriseata
Paranagia mediogriseata là một loài bướm đêm trong họ Erebidae.